# てなもんや二刀流
『てなもんや二刀流』（てなもんやにとうりゅう）は、1970年3月1日から1971年2月28日まで、TBS系列局で放送された朝日放送（ABC）製作のコメディ番組である。『てなもんやシリーズ』の第3作目にして最終作。放送時間は毎週日曜 18時00分 - 18時30分 (JST) 。

## 概要
時は江戸時代、慶安年間を舞台に、剣豪・宮本武蔵の落とし種・宮本三無次（みやもと むさじ。武蔵とお通そっくりの女性の間に生まれたという）が二代目の宿命を背負いながら、反政府運動の渦の中に巻き込まれていく姿を爆笑の内に描く。ストーリーは大阪の下町から、東海道を上って江戸までを描いていく。
スタッフは前作『てなもんや一本槍』と同じで、スタジオ収録となっている。
1971年2月28日に番組が終了。この終了をもって、1962年5月に『てなもんや三度笠』から開始した『てなもんやシリーズ』は9年の歴史に幕を降ろした。

## 出演者
- 宮本三無次：藤田まこと
- 丸橋忠弥：長門勇
- 由井正雪：藤山寛美
- 白木みのる
- 新藤恵美
- 横山やすし・西川きよし
- 原哲男
- 岡八郎
- 花紀京
- ほか

## スタッフ
- 脚本：香川登志緒
- 演出：馬場淑郎

## 主題歌
- 俺がやらなきゃ誰がやる〜人生二刀流（作詞：八反ふじを／作曲：島津伸男／歌：北島三郎）

## 提供
- カルビー製菓（現・カルビー）
- 久光製薬

今回も『一本槍』同様、冒頭の口上の締めは「はっていいのはサロンパス!!」だった。

## 参考資料
- テレビドラマデータベース